# 東京消防庁第十消防方面本部
東京消防庁第十消防方面本部（とうきょうしょうぼうちょうだいじゅうしょうぼうほうめんほんぶ）は、東京消防庁の内局で、東京都の練馬区、板橋区の消防業務を担当する消防本部である。

## 概要
- 管内には特別救助隊3隊、化学機動中隊1隊、特別消火中隊5隊が設置されている。

## 所在地
練馬区北町3丁目10番14号

平成25年10月8日に、板橋区高島平3丁目12番10号より移転

## 管轄消防署
- 第十消防方面本部には5の消防署、14の出張所がある。